# Empresa Gontijo de Transportes
Empresa Gontijo de Transportes ou simplesmente Gontijo é uma empresa brasileira de transporte rodoviário de passageiros. Foi fundada em 1943 pelo jovem mecânico Abílio Gontijo, que na época tinha apenas 19 anos de idade.
Faz parte de um conglomerado de empresas formado também pelas viações Nacional, Continental e São Cristovão. De 2004 até 2015, a São Geraldo pertenceu ao grupo, sendo absorvida em definitivo, a frota e a estrutura foi definitivamente incorporada pela Gontijo e uma pequena parte pelas demais empresas do grupo.
Está sediada na cidade de Belo Horizonte, estado de Minas Gerais, possuindo uma frota de cerca de 1500 veículos, sem contar as suas coligadas.
Atualmente é considerada a maior viação do Brasil pelos busólogos, transportando anualmente cerca de 5 milhões de passageiros atendendo 20 estados (mais o Distrito Federal). A Gontijo também já operou por um tempo uma linha internacional com destino ao Paraguai. É também a empresa de transporte rodoviário de passageiros com a maior frota de ônibus Scania do mundo.

## História
Enquanto o Brasil não conseguia se manter neutro na Segunda Guerra Mundial (sendo fortemente pressionado pelos americanos), na cidade de Carmo do Paranaíba, interior de Minas Gerais, em 1943, o jovem rapaz Abílio Gontijo decide fundar uma empresa de ônibus rodoviário para complementar seus negócios, onde Abílio trabalhava como mecânico e trocador. Daí surgiu a Viação Gontijo, batizada com o próprio nome de seu fundador.
A Gontijo começou pequena, com uma simples jardineira Chevrolet Comercial 1940 conduzida pelo próprio Abílio, à época com 19 anos. Apesar do começo modesto, seu patrono iniciava sua empreitada com muita competência e dedicação, mesmo com as estradas ruins da época onde em épocas de chuvas se tornavam verdadeiros lamaçais. Ainda sim, Abílio tomava todo cuidado para preservar sua jardineira e, principalmente, seus passageiros nas suas viagens. A primeira linha da empresa era uma que ligava as cidades de Patos de Minas a Carmo do Paranaíba
Com o passar dos anos, o Brasil crescia economicamente. A gradual industrialização do país fazia com que a população rural fizesse longas viagens rumo as cidades grandes buscando melhores condições de vida. Com o crescimento da indústria automobilística e da malha rodoviária, a Gontijo muda sua instalações para Patos de Minas, iniciando suas operações também em Belo Horizonte. Com isso, a empresa consegue fazer mais duas linhas: Belo Horizonte - Patos de Minas, via São Gotardo; e Belo Horizonte - Patos de Minas, via Três Marias. Tempos depois, a viação passa a interligar também as cidades de Patos de Minas a Pirapora. Tudo isso ao mesmo tempo em que a empresa conseguia aumentar sua frota aos poucos.

Antigo monobloco Mercedes-Benz O364 da Gontijo

No ano de 1965, Abílio novamente decide mudar a sede da sua empresa, desta vez para a capital Belo Horizonte. Alugando um imóvel no bairro São Francisco, Abílio instalou a Gontijo na capital mineira. Com isso, a viação passou a operar novas linhas como Governador Valadares - Belo Horizonte e Belo Horizonte - Teófilo Otoni. Outros trajetos nas regiões norte e nordeste de Minas passaram a ser feitas pela Gontijo a partir de então, consolidando a empresa no Vale do Jequitinhonha. Contudo, a realização de viagens nessas localidades ainda se mostrava difícil pela precariedade das estradas, que pioravam nos períodos de chuva, um exemplo disso era a já citada linha Belo Horizonte - Teófilo Otoni, que na época era realizada em 3 dias. Por conta disso, os motoristas da Gontijo levavam enxadas em suas viagens devido a baixíssima qualidade das rodovias, que em sua maioria não eram asfaltadas. Ainda nessa mesma época, a empresa adquire a Viação Santa Marta, que na época explorava linhas que ligavam Belo Horizonte ao Triângulo Mineiro.
Em 1975, a empresa ganha um sorteio numa concorrência promovida pelo DNER - Departamento Nacional de Estradas de Rodagem a outorga para operar a linha Belo Horizonte - Salvador, marcando o início das viagens interestaduais da Gontijo. Mais tarde, a Viação passou a ligar a capital mineira também a Goiânia, Recife e Campo Grande. Com a compra de diversas outras empresas, a Gontijo passou a ser mais atuante no mercado de transportes, inaugurando cada vez mais novas linhas. No fim da década, a Gontijo já tinha uma frota composta por mais de 300 ônibus.
Buscando modernizar sua frota, a empresa inaugura, em 1981, o Parque Rodoviário Gontijo no bairro Engenho Nogueira, Belo Horizonte. Trata-se de um dos mais modernos centros administrativos e de manutenção de ônibus no país, com uma área de aproximadamente 100.000 metros quadrados e capacidade de operação para 2000 ônibus. A Gontijo começa a investir fortemente na região Nordeste interligando a região ao estado de São Paulo ao comprar a Viação Bonfinense e suas várias linhas que interligavam São Paulo ao Nordeste. Atualmente, essa ligação corresponde a 35% das atividades da empresa.
Em 1996, a Gontijo compra a linha Belo Horizonte - São Paulo, sendo que no final do mesmo ano inaugura uma nova garagem na capital paulista para atender a nova demanda, com capacidade para 800 carros. Em 1999, a viação realiza a maior compra de novos ônibus rodoviários da história da empresa sueca Scania.
Em dezembro de 2003, a Gontijo adquire a concorrente São Geraldo sendo na época a maior transação financeira da história do transporte rodoviário brasileiro. A aquisição foi concluída no inicio de 2004.

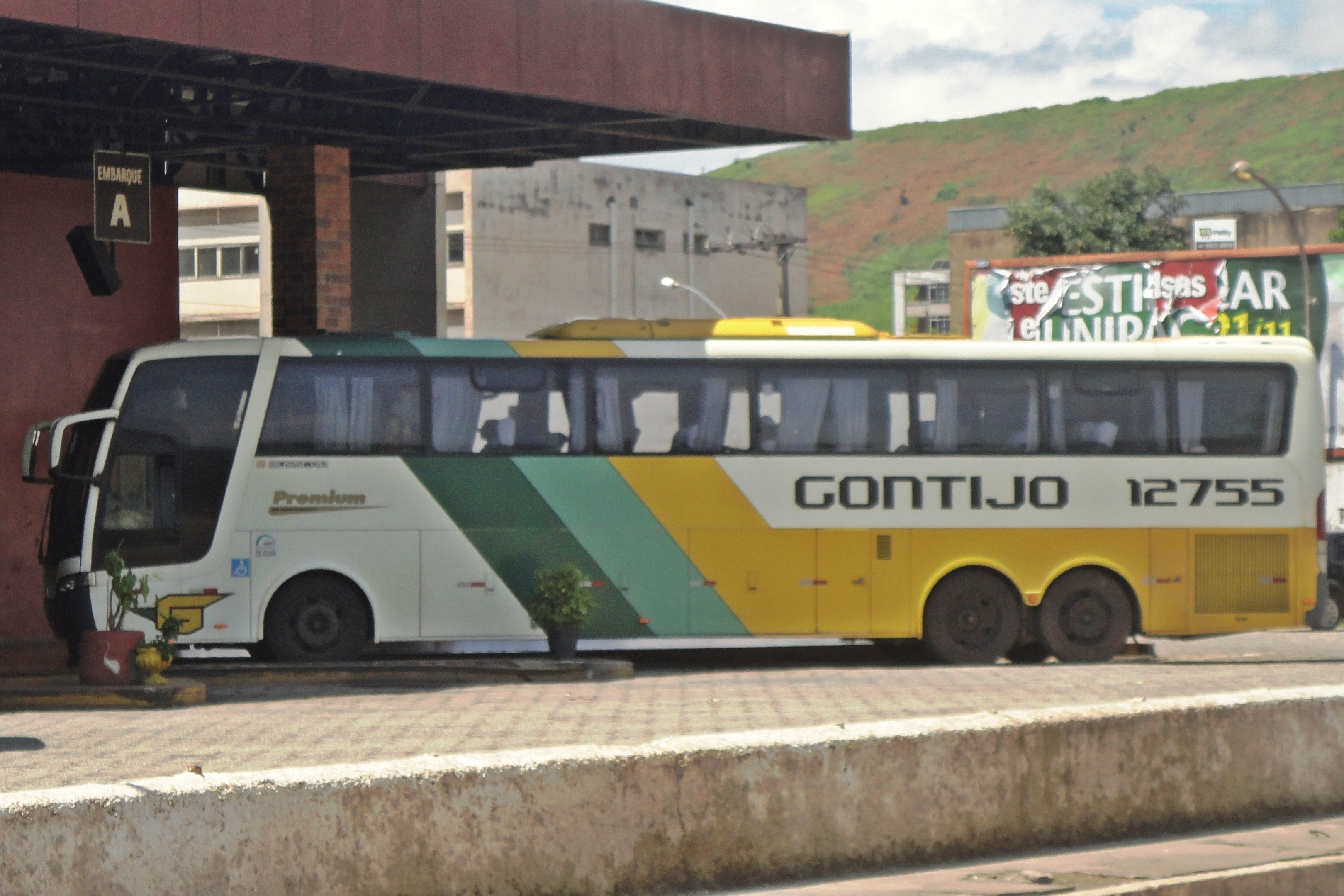
Busscar Jum Buss 360 da Gontijo no Terminal Rodoviário de Coronel Fabriciano

Em 15 de setembro de 2015, a ANTT autorizou a incorporação definitiva da São Geraldo pelo Grupo Gontijo. Com isso, a São Geraldo foi gradativamente extinta e todos os seus ônibus foram incorporados a Gontijo.
Em 13 de setembro de 2022, Abílio morreu de causas naturais, aos 99 anos.

### Estrutura

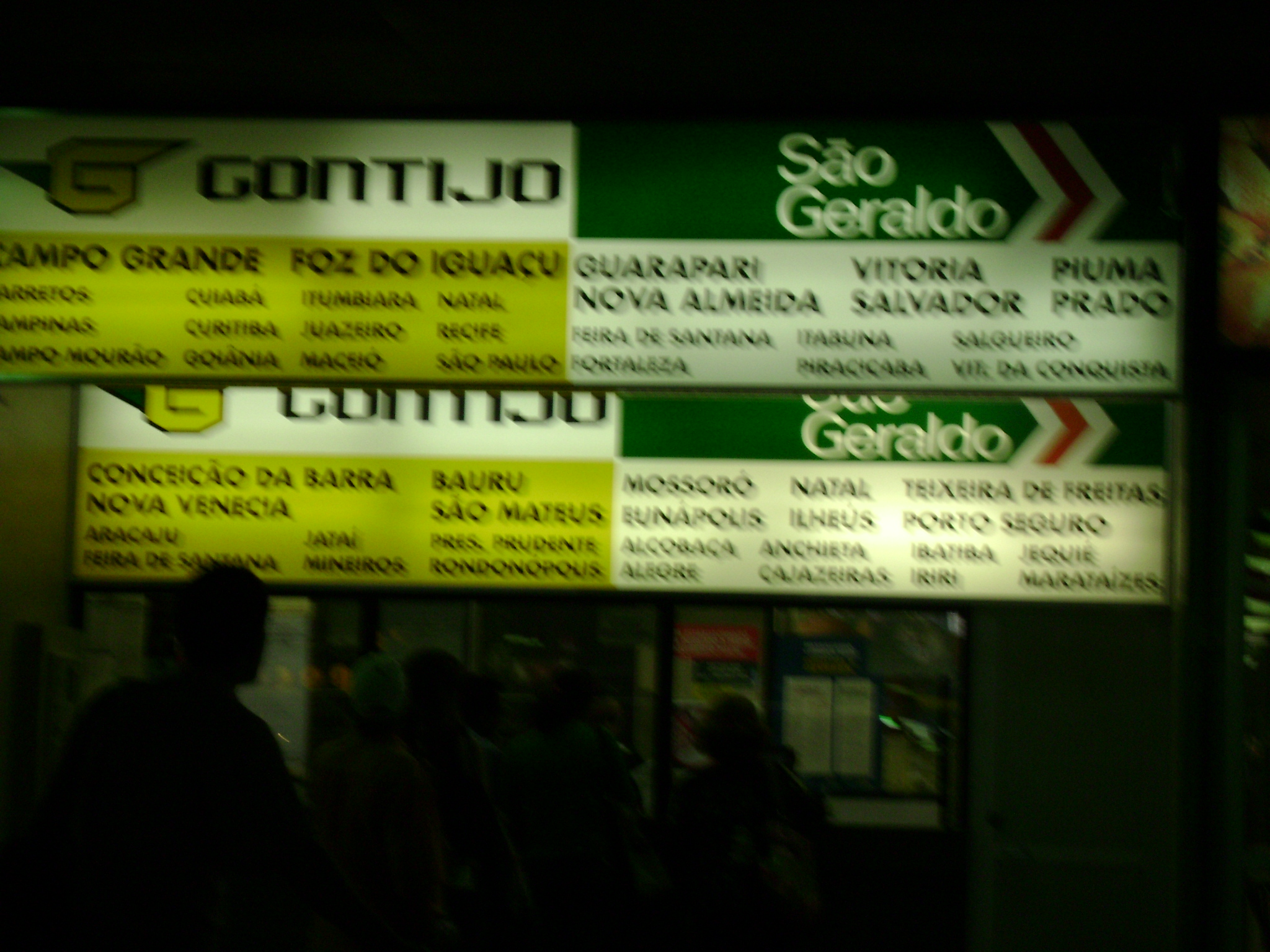
Inscrição de guichês da Gontijo e da São Geraldo, no terminal rodoviário de Belo Horizonte, Minas Gerais

A Gontijo possui 114 garagens, 380 agências próprias e 700 agências terceirizadas, operando 347 linhas nacionais (chegou a operar uma linha internacional ligando a cidade de Salvador a Assunção, no Paraguai) e sua linha mais longa é de Recife a Foz do Iguaçu com mais de 3.910 quilômetros, linha oriunda da extinta São Geraldo.